# Horsfieldia crux-melitensis
Horsfieldia crux-melitensis är en tvåhjärtbladig växtart som beskrevs av Markgraf. Horsfieldia crux-melitensis ingår i släktet Horsfieldia och familjen Myristicaceae. Inga underarter finns listade i Catalogue of Life.